# Людвіг Йорк фон Вартенбург
Граф Йоганн «Ганс» Давид Людвіг Йорк фон Вартенбург (нім. Johann "Hans" David Ludwig Graf Yorck von Wartenburg; 26 вересня 1759, Потсдам — 4 жовтня 1830, маєток Кляйн-Ельс, Нижня Сілезія) — прусський воєначальник, генерал-фельдмаршал.

## Біографія
Син гауптмана Прусської армії кашубського походження, який змінив прізвище Ярк фон Гостковський на Йорк.
У 1772 році, у віці 13 років, вступив юнкером в прусський піхотний полк. У 1779 році висунув проти свого командира звинувачення в крадіжці: капітан Наурбах показував покривало вівтаря, вкрадене з церкви під час війни за Баварську спадщину, був звинувачений в порушенні субординації, і в січні 1780 року звільнений  зі служби і ув'язнений у фортеці Кенігсберга на 1 рік. Після закінчення ув'язнення король Фрідріх Великий відмовив йому в продовженні служби, і він вступив на службу в швейцарський полк голландської армії в чині капітана і взяв участь в ост-індійських походах 1783-1784 років.
У 1785 році повернувся до Пруссії і подав прохання про відновлення на службі. У 1787 році отримав від нового короля Фрідріха Вільгельма II  посаду командира роти. Під час Польського походу 1794-1795 командував батальйоном і відзначився в битві при Щекоцині. У 1797 році отримав у командування єгерський полк, в 1805 році призначений командиром бригади. Настільки успішна (за прусськими мірками) кар'єра відображала його заслуги в справі модернізації єгерської служби та приведення її на рівень вимог того часу.
Піл час російсько-пруссько-французької війни 1806-1807 років командував авангардом герцога Веймарського. Після отримання звістки про катастрофу при Єні і Ауерштедті відійшов до Гарцу, де з'єднався з Блюхером. Прикриваючи відхід Блюхера на північ від Ельби, 26 жовтня дав бій при Альтенцауні, в якому розбив французів, виявивши неабияку тактичну майстерність. Це була перша перемога над французами після поразки при Єні. В останньому бою Блюхера в тій війні, який він дав 6 листопада на вулицях Любека, Йорк був поранений і взятий у полон. У червні 1807 року його обміняли на одного французького генерал-ад'ютанта.
Після війни він взяв діяльну участь в реформуванні прусської армії, займаючи посади командира Західнопрусської бригади, генерал-інспектора легких військ (1810) і генерал-губернатора спочатку Західної (1811 рік), а потім Східної Пруссії.
У 1812 році замінив «хворого» генерала Граверта (різко налаштованого проти французів) на посаді командира прусського допоміжного корпусу, що входив до складу 10-го французького корпусу Макдональда, і взяв участь в поході проти Росії, діючи на Ризькому напрямку (без особливого завзяття).
Під час відступу з Росії Йорк командував ар'єргардом військ Макдональда, був відрізаний від останнього і оточений російськими військами під командуванням Дібича. Перебуваючи під тиском своїх офіцерів і вважаючи, що настав час відокремитися від Наполеона, Йорк на свій страх і ризик уклав 18 грудня (за старим стилем) з російськими відому Таурогенську конвенцію, згідно з якою його корпус став дотримуватися «нейтралітету». Король спочатку наказав усунути його від командування корпусом і передати до суду військового трибуналу за самоуправство, але наступні події перешкодили виконанню цього наказу. Дібич відмовився пропустити посланців короля через свої війська, і після переходу Пруссії на бік союзників з Йорка були зняті всі звинувачення, а його корпус став основою нової прусської армії. 17 березня 1813 року, в день коли прусський король оголосив війну Наполеону і його союзникам, Йорк на чолі свого корпусу урочисто увійшов в Берлін.
У військових діях 1813-14 років проти французів Йорк брав діяльну і видатну участь. Він прикривав відхід Блюхера після Бауцена і зіграв вирішальну роль в бій на річці Кацбах.
Особливо відзначився 23 вересня 1813 року в бою під Вартенбургом, де розбив Бертрана і тим самим дозволив Блюхеру форсувати Ельбу на шляху до Лейпцигу. За цей бій в березні 1814 року отримав графський титул з приставкою фон Вартенбург і маєток Кляйн-Ельс біля Бреслау, який колись належав Мальтійському ордену.
Після цього він брав участь в облозі Меца і Битві народів, прикрив відступ розбитого корпусу Остен-Сакена після Монміраля, вніс вирішальний внесок у перемогу при Лаоні і брав участь у взятті Парижа. 
Під час кампанії 1815 року командував V корпусом, що знаходився в якості резерву на Ельбі. Бойовий генерал відчув себе ображеним і подав прохання про відставку.
Король довго не міг забути про його заслуги і 10 квітня 1830 року завітав на подарований йому маєток, де старий ветеран проводив решту життя.
Похований в родинній усипальниці, в парку маєтку Кляйн Ельс.

## Звання
- Лейтенант (1777)
- Капітан голландської армії (1781)
- Капітан прусської армії (1787)
- Майор (1792)
- Оберстлейтенант (1800)
- Оберст (1803)
- Генерал-майор (1807)
- Генерал-лейтенант (1812)
- Генерал піхоти (1814)
- Генерал-фельдмаршал (5 травня 1821)

## Нагороди
- Pour le Mérite (1807)
- Орден Чорного орла (31 серпня 1813)
- Орден Червоного орла 1-го класу
- Залізний хрест 2-го і 1-го класу
- Військовий орден Марії Терезії, командорський хрест (Австрійська імперія)
- Орден Святого Георгія 2-го ступеня (Російська імперія; №59, 10 грудня 1813)
- Орден Святого Олександра Невського (Російська імперія)
- Медаль Визвольної війни (1814)
- Великий хрест Залізного хреста (31 березня 1814)
- Почесний доктор Берлінського університету

## Вшанування пам'яті
- У багатьох німецьких містах є пам'ятник, бюст або вулиця, названа на честь Йорка (нім. Yorckstraße).
- На честь Йорка були названі:
  - численні кораблі німецьких ВМС;
  - казарми бундесверу в Прангендорфі (нім. Graf-Yorck-Kaserne) і Штадтольдендорфі (нім. Yorck-Kaserne);
  - робоча група «Йорк» укріпрайону Одер-Варте-Баден.
- В 1808 році Людвіг ван Бетховен написав «Марш богемського ландверу», з 1813 року відомий як «Марш корпусу Йорка».
- В 1931 році австрійський кінорежисер Густав Учицкі зняв художній фільм «Йорк».